# 펠릭스 라츠케
펠릭스 라츠케(독일어: Felix Latzke, 1942년 2월 1일, 빈 ~)는 오스트리아의 전 축구 선수이자 감독이다.
그는 1982년 월드컵 당시 게오르크 슈미트와 공동 감독을 역임한 것으로 알려져 있는데, 이 대회에서 오스트리아는 히혼의 수치로 회자되는 서독전 논란의 0-1 패배로 알려져 있다.